# Théo Hernandez
Théo Bernard François Hernandez, född 6 oktober 1997, är en fransk fotbollsspelare som spelar för AC Milan. Hans äldre bror, Lucas Hernandez, är också en fotbollsspelare.

## Klubbkarriär
Den 5 juli 2017 värvades Hernandez av Real Madrid, där han skrev på ett sexårskontrakt. Den 10 augusti 2018 lånades Hernandez ut till Real Sociedad på ett låneavtal över säsongen 2018/2019.
Den 6 juli 2019 värvades Hernandez av italienska Milan.

## Landslagskarriär
Hernandez debuterade för Frankrikes landslag den 7 september 2021 i en 2–0-vinst över Finland. I november 2022 blev Hernandez uttagen i Frankrikes trupp till VM 2022.

## Meriter
Real Madrid
- Supercopa de España: 2017
- Uefa Champions League: 2017/2018
- Uefa Super Cup: 2017
- Klubblags-VM: 2017